# Carl-Henning Pedersen
Carl-Henning Pedersen (* 23. September 1913 in Kopenhagen; † 20. Februar 2007 in Frederiksberg) war ein dänischer Maler.
Pedersen war Autodidakt, seine künstlerische Ausbildung erhielt er ab 1933 bei Else Alfelt (1910–1974), die später seine Ehefrau wurde.
1948 gehörte Pedersen zu den Gründungsmitgliedern der Pariser Künstlergruppe CoBrA, deren Name sich aus den Anfangsbuchstaben der Städte Copenhagen, Brüssel und Amsterdam bildete, aus denen die Gründungsmitglieder stammten. Bekannt ist Pedersens Ausmalung des Doms zu Ripen aus den Jahren 1982–1987.
Werke von ihm sind im Cobra Museum (Amstelveen, Niederlande) zu besichtigen.
1969 erhielt er den Henrik-Steffens-Preis. Am 5. September 1974 wurde Pedersen zum Ritter erster Klasse des Dannebrog-Ordens geschlagen. 1976 entstand in Herning das Carl-Henning Pedersen & Else Alfelts Museum.
Carl-Henning Pedersen wurde 93 Jahre alt.